# چی چووپی، شهرستان الشنیکا
چی چووپی، شهرستان الشنیکا (به لاتین: Trzy Chałupy, Oleśnica County) یک روستای لهستان در لهستان است که در Gmina Twardogóra واقع شده‌است.